# Рошаль-Строева, Марианна Григорьевна
Мариа́нна (Ма́йя) Григо́рьевна Роша́ль-Стро́ева (после замужества — Рошаль-Фёдорова; лит. псевдоним — Фёдорова; 23 января 1925, Москва — 22 октября 2022, Лондон) — советский и российский режиссёр, литератор.

## Биография
Родилась 23 января 1925 года в Москве в творческой семье: родители — режиссёры Григорий Рошаль и Вера Строева.
В 1941—1942 годах, находясь в эвакуации, занималась монтажом фильмов на ЦОКС. Окончила режиссёрский факультет ВГИКа (1948, мастерская Льва Кулешова). В 1949—1954 годах — режиссёр киностудии «Моснаучфильм» и аспирантуры Института истории искусств. Ученица Сергея Эйзенштейна.
В 1956 году на Одесской киностудии в соавторстве с Владимиром Шределем сняла фильм «Белый пудель» по рассказу Куприна.
С 1967 года работала над литературными переводами, соавтор исторического романа «Игнач Крест».
Член Гильдии кинорежиссёров России.
В последние годы проживала в Лондоне. Скончалась 22 октября 2022 года.

### Семья
- Муж — Георгий Борисович Фёдоров, археолог, доктор исторических наук.
  - Сын — Михаил Георгиевич Фёдоров-Рошаль (1956—2007), художник[4].
  - Дочь — Вера Рошаль-Фёдорова, искусствовед.
- Двоюродный брат — Макс Соломонович Бременер, детский писатель.

## Фильмография
- 1953 — Раскопки в Новгороде (неигровой, совм. с В. Шределем)
- 1956 — Белый пудель (совм. с В. Шределем)
- 1961 — Орлиный остров (совм. с М. Израилевым, «Молдова-фильм»)
- 1963 — Улица космонавтов («Киргизфильм»)